# Julie Cooper
Julie Cooper-Nichol es un personaje ficticio de la serie de televisión The O.C., y es interpretado por Melinda Clarke.

## Descripción del personaje
Julie Cooper-Nichol es una mujer que vive en Newport Beach, y tiene una tendencia a casarse por dinero. Es la madre de Marissa Cooper y Kaitlin Cooper. Estuvo casada durante 17 años con Jimmy Cooper, un importante intermediario en compra-venta de acciones, pero que por causas de las fluctuaciones de la Bolsa, entra en quiebra. Por esto, Julie decide separarse, y casarse con Caleb Nichol, padre de la vecina de al lado y exnovia de su exmarido, Kirsten Cohen. Ahí consigue vivir en la casa más grande de todo Newport Beach, y logra ser la Directora ejecutiva del Grupo Newport, la empresa de su marido Caleb. Cuando éste muere, ella queda en la ruina y tiene que mudarse a una caravana. Más tarde, se casa con Neil Roberts, el padre de Summer, la mejor amiga de su hija Marissa.
Al final de la tercera temporada, su hija Marissa muere en un accidente de auto ocasionado por Volchok. Debido a esta situación, Neil ya no puede aguantarla más y decide abandonarla. Finalmente Julie se queda embarazada de Frank y se va a casar con Bullit, pero Frank la llama por teléfono y la pide que no se case y ella no se decide y prefiere quedarse soltera. Tiene al hijo y estudia una carrera.
- Datos: Q2517339